# Mary Bell
Mary Flora Bell (Newcastle-upon-Tyne, Inglaterra, 26 de mayo de 1957) es una mujer inglesa que, cuando era una niña de 10-11 años de edad en 1968, estranguló hasta la muerte a dos niños en Scotswood, un distrito de Newcastle upon Tyne. Fue condenada en diciembre de 1968 por el homicidio de Martin Brown (de cuatro años de edad) y Brian Howe (de tres años de edad).
Desde que salió de prisión en 1980, ha vivido bajo una serie de seudónimos. Su identidad ha sido protegida por mandato judicial, la cual se ha ampliado para proteger también la identidad de su hija. En 1998, Bell colaboró con Gitta Sereny en un testimonio de su vida, en el que detalla el abuso que sufrió de niña a manos de su madre prostituta y sus clientes.

## Primeros años
La madre de Bell, Betty, era prostituta y de vez en cuando se ausentaba de la casa, viajando a Gran Bretaña por motivos de trabajo. Mary fue su primera hija, que nació cuando Betty tenía 15 años. No se sabe bien quién fue el padre biológico de Bell, aunque ella creyó gran parte de su vida que fue Billy Bell, un criminal arrestado por robo a mano armada, quien se había casado con Betty tiempo después del nacimiento de Mary. Personas no pertenecientes al círculo familiar señalaron que Betty intentó en más de una ocasión asesinar a Mary y hacerlo aparentar como un accidente, en los primeros años de vida de la pequeña. La propia Bell señaló que fue víctima de abuso sexual por parte de su madre más de una vez, diciendo que ella la obligaba a participar en actos sexuales con hombres desde los cuatro años de edad.

## Los asesinatos
Mary Bell fue encarcelada por estrangular en una casa abandonada a un niño pequeño llamado Martin Brown el 25 de mayo de 1968, el día que cumplió 11 años de edad. Por lo que se sabe, estaba sola al momento del asesinato. Entre ese momento y el segundo asesinato, ella y su amiga Norma Bell (quien no tenía relación familiar con ella), de 13 años, entraron en una enfermería en Scotswood y cometieron actos de vandalismo y dejaron notas donde Mary se responsabilizaba por el asesinato. La Policía desestimó este incidente diciendo que era sólo una broma.
El 30 de julio de 1968 las dos tuvieron parte nuevamente en un asesinato y nuevamente por estrangulación, el de Brian Howe, de tres años de edad. Los informes de la Policía concluyeron que Mary Bell volvió al lugar del crimen con una navaja para escribir sus iniciales, "MB" en el estómago del niño, y luego, con esa misma navaja pero con otra mano, formó la "M". Mary Bell también usó un par de tijeras para cortar trozos del cabello de Brian Howe, además de sus genitales. Sus testimonios se contradijeron mucho, por lo que nunca se supo con claridad lo que sucedió. En principio la muerte de Martin Brown fue declarada como accidente, ya que no había pruebas de nada extraño. Sin embargo, la muerte fue vinculada con el asesinato de Brian Howe y finalmente en agosto las dos fueron detenidas y acusadas de dos cargos de asesinato en segundo grado.

## Condena
El 17 de diciembre de 1968, Mary Bell fue absuelta del cargo de asesinato pero fue condenada por "asesinato en segundo grado debido a su falta de responsabilidad". El jurado tomó esta decisión después de escuchar los resultados psiquiátricos, que decían que tenía los clásicos síntomas de una psicopatía. Fue sentenciada a la llamada pena "at Her Majesty's Pleasure", es decir, una sentencia a prisión indefinida. Norma fue absuelta de ambos cargos, pero internada en un psiquiátrico por traumatismo.
Desde el momento en que fue presa, Mary fue centro de atención de la prensa británica y de la revista alemana Stern. La madre vendió en varias oportunidades historias acerca de ella y concedió muchas entrevistas a la prensa sobre Mary, escribiendo historias y diciendo que eran de ella. Mary volvió a los titulares de la prensa de nuevo cuando en septiembre de 1979 escapó brevemente de la custodia de la prisión.

## Vida después de la cárcel
Bell fue liberada en 1980, se le otorgó un nuevo nombre y se le garantizó el anonimato para poder empezar una nueva vida junto con su hija, nacida en 1984. Esta hija no supo del pasado de su madre hasta que los periodistas encontraron la localidad donde vivían debido a un reporte y tuvieron que salir de allí con sábanas sobre sus cabezas. Originalmente, la identidad de esta hija fue protegida hasta que ella cumplió los 18 años. Sin embargo, el 21 de mayo de 2003 Bell ganó una batalla legal en la Corte Suprema para lograr mantener su anonimato y el de su hija por el resto de sus vidas.
En 2009 Mary Bell se convirtió en abuela.